# Giovanni Pico della Mirandola

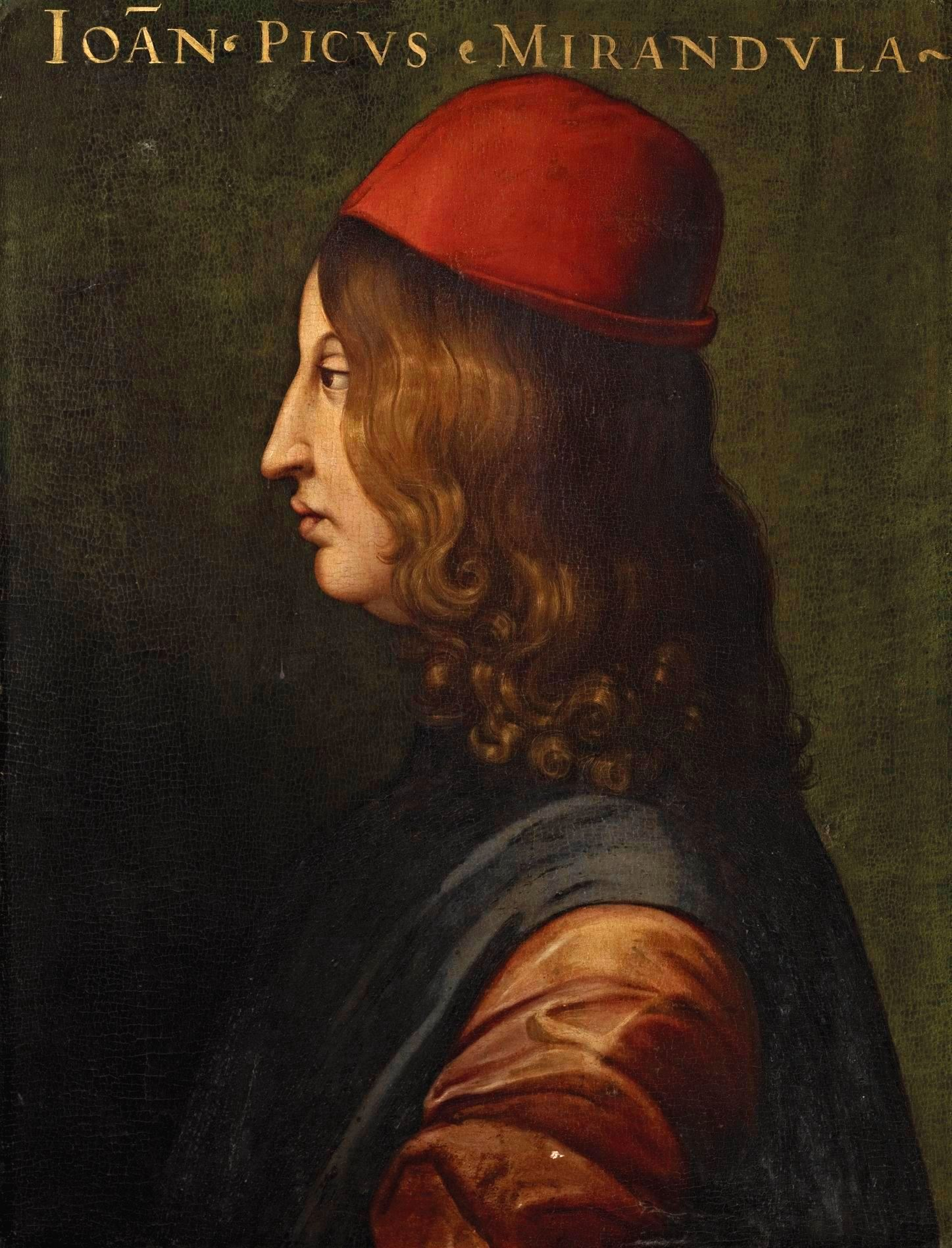
Giovanni Pico della Mirandola. Ölgemälde eines unbekannten Malers in den Uffizien

Giovanni Pico (Conte) della Mirandola (* 24. Februar 1463 in Mirandola in der heutigen Region Emilia-Romagna; † 17. November 1494 in Florenz) war ein italienischer Philosoph der Renaissance. Bekannt ist er heute vor allem durch seine Rede Über die Würde des Menschen, in der er die Frage nach dem Wesen des Menschen und seiner Stellung in der Welt stellte und die Willensfreiheit als charakteristisches Merkmal des Menschen hervorhob. Mit seiner außergewöhnlichen Bildung und seiner Beredsamkeit beeindruckte Pico seine Zeitgenossen stark.

## Leben

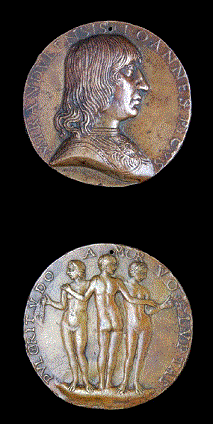
Bildnis Picos auf einer Bronzemedaille, um 1484/1495. Auf der Rückseite die drei Grazien, hier als Schönheit, Liebe und Lust gedeutet

Giovanni Pico della Mirandola war ein Sohn des Grafen Gianfrancesco I. Pico della Mirandola und der Giulia Boiardo. Er war das fünfte und jüngste Kind seiner Eltern. Nach dem Tod seines Vaters (1467) wurde er von seiner Mutter erzogen und auf eine kirchliche Laufbahn vorbereitet. Schon im Alter von 14 Jahren beschäftigte er sich mit Philosophie und den klassischen Sprachen. 1477 begann er ein juristisches Studium (Kanonistik) an der Universität Bologna, das er aber abbrach. Nach dem Tod seiner Mutter (1478) wechselte er 1479 nach Ferrara, wo er sich den studia humanitatis zuwandte, und 1480 nach Padua zum Studium der Philosophie. Padua war ein Zentrum des italienischen Averroismus, mit dem sich Pico nun auseinandersetzte. 1483 siedelte er nach Florenz über und betätigte sich dort in dem Kreis um Lorenzo de’ Medici (il Magnifico), dem u. a. Marsilio Ficino und Angelo Poliziano angehörten. Mit Ficino verband ihn seither eine lebenslange enge Freundschaft, die von späteren philosophischen Meinungsverschiedenheiten nicht getrübt wurde. In diesem Zusammenhang bekannte sich Pico ausdrücklich zum Freundschaftsideal der Pythagoreer. Von Juli 1485 bis März 1486 hielt er sich in Paris auf, wo er sich entschieden zum Averroismus bekannte, kehrte aber bald nach Italien zurück. Er lernte die arabische, die hebräische und die aramäische Sprache.
Im Jahr 1486 begann er mit dem Studium der Kabbala und beauftragte den jüdischen Konvertiten Raimundo Moncada (Flavius Mithridates), kabbalistische Literatur ins Lateinische zu übersetzen. Er war der erste christliche Gelehrte, der sich, ohne selbst jüdischer Abstammung zu sein, intensiv mit der Kabbala befasste. Zugleich bereitete er eine Reise nach Rom vor, wo er 900 philosophische und theologische Thesen, die er verfasst hatte, öffentlich vor allen interessierten Gelehrten der Welt verteidigen wollte. Zu diesem Zweck beschloss er zu einem großen europäischen Kongress einzuladen, der in Anwesenheit des Papstes und des Kardinalskollegiums stattfinden sollte; die Reisekosten der teilnehmenden Gelehrten wollte er selbst tragen. Sein Ziel war, eine fundamentale Übereinstimmung aller philosophischen und religiösen Lehren aufzuzeigen, die letztlich alle im Christentum enthalten seien, und damit zu einer weltweiten Verständigung und zum Frieden beizutragen. Auf dem Weg nach Rom verliebte er sich in eine verheiratete Frau, die er auf ihren Wunsch entführte. Der Ehemann ließ die Flüchtigen verfolgen und aufspüren; die Frau wurde zurückgebracht, Pico erlitt eine Verletzung und musste sich monatelang verstecken. Lorenzo de’ Medici schützte ihn vor der Verhaftung. Nach dieser Verzögerung traf er erst im November 1486 in Rom ein. Dort veröffentlichte er die Thesen am 7. Dezember 1486. Die für Januar 1487 geplante öffentliche Disputation fand jedoch nicht statt, denn der Papst Innozenz VIII. setzte eine sechzehnköpfige Kommission ein, welche die Rechtgläubigkeit der in den Thesen vertretenen Auffassungen prüfen sollte. Pico war nicht bereit, vor der Kommission zu erscheinen. Nach heftiger Debatte kam die Kommission zu dem Ergebnis, dreizehn der Thesen seien häretisch und sollten daher verurteilt werden. Dies hatte zunächst keine Maßnahmen gegen Pico zur Folge. Als er sich aber in einer Rechtfertigungsschrift, der Apologia, verteidigte, ohne eine Äußerung des Papstes abzuwarten, wurde ihm dies in der Kurie verübelt. In einer Bulle mit dem Datum des 4. August 1487 verurteilte der Papst die Thesen gesamthaft und ordnete die Verbrennung sämtlicher Exemplare an, doch zögerte er die Veröffentlichung der Bulle hinaus. Als er aber erfuhr, dass Pico die Apologia hatte drucken lassen, fasste er deren Verbreitung als offene Rebellion auf, die er Pico nie verzieh. In dieser bedrohlichen Lage reiste Pico im November aus Rom ab, was von seinen Kritikern als Flucht gedeutet wurde, denn er stand nun unter Häresieverdacht. Da der Papst seine Festnahme forderte, wurde er auf dem Weg nach Paris in der Nähe von Lyon verhaftet. Er erlangte jedoch die Gunst König Karls VIII., der ihn freiließ und schützte. Daher konnte er 1488 in Freiheit nach Florenz zurückkehren, wo er unter dem Schutz Lorenzos stand. Dort sowie in Fiesole und Corbole in der Nähe von Ferrara verbrachte er den Rest seines Lebens mit philosophischen und religiösen Studien. Dabei traten religiöse Themen immer mehr in den Vordergrund. In der letzten Phase seines Lebens bekannte er sich zu den Ansichten des radikalen Predigers Girolamo Savonarola. Am 18. Juni 1493 machte Papst Alexander VI. alle von seinem Vorgänger Innozenz VIII. gegen Pico verhängten Maßnahmen rückgängig.
Pico starb am 17. November 1494 nach dreitägigem Leiden, am gleichen Tag, an dem die Truppen von Karl VIII. die Stadt einnahmen. Savonarola hielt die Grabrede; in seinem Dominikanerkloster San Marco fand die Beisetzung statt. Nach den Angaben von Picos Neffen Gianfrancesco war die Todesursache ein Fieber. Der überraschende Tod des vielversprechenden Gelehrten rief große Bestürzung hervor, und es verbreitete sich bald das Gerücht, er sei von seinem Sekretär, Cristoforo da Casalmaggiore, vergiftet worden. Der Befund einer Untersuchung nach Exhumierung der Gebeine im Jahr 2007 bestätigte den Mordverdacht; es handelte sich um eine Arsenvergiftung.

## Werke

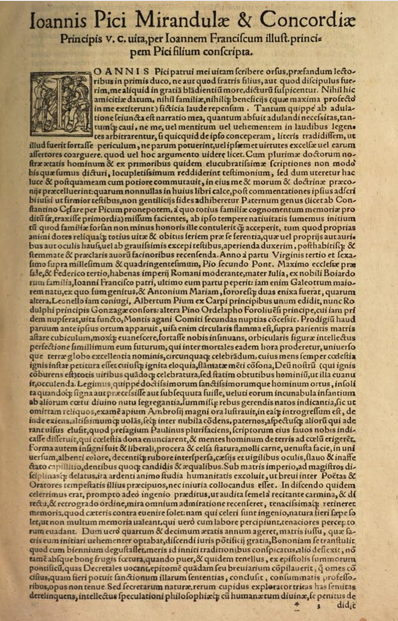
Der Anfang der von Gianfrancesco Pico della Mirandola verfassten Biographie Picos in der Gesamtausgabe der Werke, Basel 1557

Der früh verstorbene Pico hinterließ kein umfangreiches Werk. Von seinen Schriften veröffentlichte er nur drei: die 900 Thesen (Conclusiones nongentae), die Apologie und den 1489 verfassten Heptaplus, eine allegorische Auslegung des Anfangs des biblischen Buches Genesis, in der er auf die mittelalterliche exegetische Tradition zurückgriff und kabbalistisches Gedankengut einbaute. Zwei Jahre nach seinem Tod veröffentlichte sein Neffe Gianfrancesco Pico della Mirandola einen Teil der hinterlassenen Schriften, doch erst die Gesamtausgaben von Basel (1557, 1572–73 und 1601) enthielten den ganzen heute bekannten Bestand. Einige Werke sind verloren.
Zu den postum erschienenen Werken gehören die 1490 verfasste Abhandlung Über das Seiende und das Eine (De ente et uno), der 1485/1486 entstandene Kommentar zu einem Lied der Liebe, in dem die Canzona d'amore von Picos Freund Girolamo Benivieni kommentiert wird, eine Auslegung des Vaterunser (Expositio in orationem dominicam), eine Kampfschrift gegen die Astrologie in zwölf Büchern (Disputationes adversus astrologiam divinatricem), zahlreiche Briefe sowie 19 lateinische und 46 italienische Gedichte. Über das Seiende und das Eine war ein Teil eines großen geplanten, aber nicht vollendeten Werks, in dem Pico eine grundsätzliche Übereinstimmung zwischen Platon und Aristoteles aufzeigen wollte. Dabei ging er von einer aristotelischen Deutung Platons aus, die sich gegen die neuplatonische Auffassung Plotins und Ficinos richtete. Im Gegensatz zu Ficino lehnte Pico (in seinen Disputationes adversus astrologiam divinatricem) einen möglichen Einfluss der Gestirne auf die (sublunare) Welt und damit auf den Menschen ab. Auch die Schrift gegen die Astrologie gehörte in den Zusammenhang eines größeren Projekts, einer Verteidigung des christlichen Glaubens gegen sieben Feinde (Atheismus, Polytheismus, Judentum, Islam, Aberglauben, Astrologie und magische Künste, Häresie und Gleichgültigkeit der Christen). Picos Tod verhinderte die Vollendung dieses Vorhabens. Bei dem als Rede über die Würde des Menschen bekannten Werk handelt es sich um Picos Einleitungsrede zu der geplanten, am Einspruch des Papstes gescheiterten römischen Disputation. Gianfrancesco Pico della Mirandola veröffentlichte die Rede 1496. Ursprünglich hatte sie keinen Titel; De hominis dignitate (Über die Würde des Menschen) war zunächst nur eine Randnotiz gewesen, die jedoch so treffend schien, dass sie in der Ausgabe von 1557 zum Titel gemacht wurde.

## Lehre

### Verhältnis zu philosophischen Traditionen
Wegen seines starken Interesses an Metaphysik und Theologie war Pico ebenso wie Ficino kein typischer Renaissance-Humanist, denn gewöhnlich standen die Humanisten den für die Scholastik typischen metaphysischen Spekulationen sehr distanziert gegenüber, ihr philosophisches Interesse pflegte sich auf die Moralphilosophie zu beschränken. Pico verteidigte sogar – völlig untypisch für einen Humanisten – die scholastischen Philosophen gegen die Kritik von Ermolao Barbaro mit dem Argument, der Inhalt philosophischer Texte sei wichtiger als die ästhetische Qualität ihres Stils (die bei den Scholastikern aus humanistischer Sicht höchst mangelhaft war). Der an Ermolao gerichtete Brief De genere dicendi philosophorum, in dem er diese Position vertrat, erregte Aufsehen.
In seiner letzten Schaffensphase bemühte sich Pico um eine apologetische Abgrenzung des spezifisch Christlichen. Diese Tendenz lässt den Einfluss Savonarolas erkennen. Hier zeigt sich ein Gegensatz zu den Bestrebungen der Frühzeit; anfangs hatte Pico versucht, die prinzipielle Vereinbarkeit aller philosophischen Traditionen nachzuweisen.
Picos Verhältnis zu Ficino war keine einseitige Lehrer-Schüler-Beziehung. Er gehörte zwar zu dem von Ficino inspirierten Kreis von mehr oder weniger neuplatonisch orientierten Humanisten, betrachtete sich aber nicht als Platoniker; er wollte sich nicht auf Anhängerschaft zu einer bestimmten philosophischen Schulrichtung begrenzen. Seine Eigenständigkeit betonte er, indem er sich gelegentlich nachdrücklich von Auffassungen Ficinos distanzierte. Ein Hauptunterschied bestand im Verständnis von Einheit und Seiendheit; während Ficino das göttliche Eine als überseiend betrachtete, meinte Pico, dass Einheit und Sein nicht zu trennen seien und auch Gott (das Eine im Sinne des Neuplatonismus) zum Seienden gehöre.

### Anthropologie
Picos Anthropologie ist in der Rede über die Würde des Menschen dargelegt. Diese gehört zu den berühmtesten Texten der Renaissance, da sie als Programmschrift gilt, in der die Prinzipien einer neuzeitlichen humanistischen Anthropologie verkündet werden. In diesem Sinne wurde die Rede von Jacob Burckhardt gedeutet, der sie als „eines der edelsten Vermächtnisse der Kulturepoche“ (der Renaissance) bezeichnete.
Den Ausgangspunkt bildet ein Zitat aus einem antiken hermetischen Werk, dem zu Unrecht Apuleius zugeschriebenen Traktat Asclepius: „Ein großes Wunder ist der Mensch.“ Den Menschen hat Gott zuletzt geschaffen, nachdem er den niederen Lebewesen (Tieren und Pflanzen) und den höheren (Engeln und himmlischen Geistern) ihre jeweiligen unveränderlichen Bestimmungen und Orte zugeteilt hatte. Dem Menschen als einzigem Wesen hat der Schöpfer die Eigenschaft verliehen, nicht festgelegt zu sein. Daher ist der Mensch „ein Werk von unbestimmter Gestalt“. Alle übrigen Geschöpfe sind von Natur aus mit Eigenschaften ausgestattet, die ihr mögliches Verhalten auf einen bestimmten Rahmen begrenzen, und demgemäß sind ihnen feste Wohnsitze zugewiesen. Der Mensch hingegen ist frei in die Mitte der Welt gestellt, damit er sich dort umschauen, alles Vorhandene erkunden und dann seine Wahl treffen kann. Damit wird er zu seinem eigenen Gestalter, der nach seinem freien Willen selbst entscheidet, wie und wo er sein will. Hierin liegt das Wunderbare seiner Natur und seine besondere Würde, und insofern ist er Abbild Gottes. Er ist weder himmlisch noch irdisch. Daher kann er gemäß seiner Entscheidung zum Tier entarten oder pflanzenartig vegetieren oder auch seine Vernunftanlage so entwickeln, dass er engelartig wird. Schließlich kann er sich sogar, „mit keiner Rolle der Geschöpfe zufrieden, in den Mittelpunkt seiner Einheit zurückziehen“, wo er sich „in der abgeschiedenen Finsternis des Vaters“ mit der Gottheit vereinigt. Wegen dieser vielfältigen Möglichkeiten und der ständig wechselnden und sich selbst verwandelnden Natur des Menschen vergleicht ihn Pico mit einem Chamäleon. Überschwänglich preist er die Sonderstellung des Menschen in der Schöpfung.
Den Aufstieg zu Gott fasst Pico in Anlehnung an Pseudo-Dionysius Areopagita als dreistufigen Prozess auf. Auf die Reinigung (purgatio) folgt die Erleuchtung (illuminatio) und dann die Vollendung (perfectio). Die Reinigung geschieht durch Wissenschaften: durch die Moralphilosophie, die zur Bändigung der Leidenschaften befähigt, und die Logik, die zu rechtem Gebrauch der Verstandeskräfte anleitet. Zur Erleuchtung dient die Naturphilosophie, welche die Wunder der Natur erforscht und es ermöglicht, im Geschaffenen die Macht des Schöpfers zu erkennen. Zur Vollendung führt die Theologie als diejenige Disziplin, deren Gegenstand die unmittelbare Erkenntnis des Göttlichen ist. Zusammen bilden die drei Stufen bzw. Wissensgebiete eine dreigeteilte Philosophie (philosophia tripartita). Deren Inhalte sind nach Picos Überzeugung nicht nur den verschiedenen Richtungen der christlichen Philosophie gemeinsam, sondern auch den Lehren vorchristlicher und islamischer Philosophen (Platon, Aristoteles, Avicenna, Averroes).
Auf Jacob Burckhardts Sichtweise fußt eine populäre Deutung der Oratio als Manifest einer für die Renaissance typischen stolzen Selbstverherrlichung des Menschen, der sich zum Herrn seines Schicksals gemacht habe. Diese Interpretation wird von der neueren Forschung als einseitig betrachtet; sie greift einen Aspekt übertreibend heraus und wird dem Gesamtanliegen Picos nicht gerecht.
Im Heptaplus hob Pico hervor, dass der im aristotelischen Sinne tätige und nach Savonarola einfache, gottgläubige Mensch als Mikrokosmos nicht nur an allem teilhabe, sondern durch seine Arbeit alles Irdische beherrsche. Keine erschaffene Substanz weigere sich ihm zu dienen. Die Erde, die Elemente und die Tiere seien für ihn da, und auch der Himmel und die Engel bemühten sich um sein Wohl. Magie wirke laut Pico nicht durch unbestimmbare astrale Kräfte, „sondern durch die Erkenntnis des Menschen als Zentrum des Kosmus, als vinculum et nodus mundi“.

### Magie und Kabbala
Neben Ficinos gilt Pico als einer der Hauptvertreter der Renaissance-Magie, einer Richtung gelehrter westlicher Esoterik, die ausgehend von den Schriften antiker Hermetiker und Neuplatoniker eine Magia naturalis, eine natürliche Magie, propagierte, die nicht nur mit dem christlichen Glauben vereinbar sein sollte, sondern einen wesentlichen Beitrag dazu leisten sollte, die verschiedenen Quellen der Weisheit zu einem Strom zu vereinen. Zu diesen Weisheitsquellen zählen neben der christlichen Lehre die prisca philosophia, die Philosophie der Antike, und hier vor allem Aristoteles. Neben diese stellt Pico nun gleichwertig Hermetik und die jüdische Überlieferung der Kabbala, gleichwertig deshalb, da Hermes Trismegistos als Gesetzgeber der Ägypter eine dem Moses als Gesetzgeber der Juden vergleichbare Stellung einnähme, die Kabbala wiederum eine verborgene, nur mündlich überlieferte Tradition darstelle, die direkt auf Moses zurückgehe. Als Mittel mystisch-kabbalistischer Erkenntnis sollten dabei sowohl Buchstabenkombinationen (dem „Pfad der Namen“, Temura und Gematria) als auch, dem „Pfad der Sephiroth“ folgend, die Erkundung der supralunaren Welt durch Seelenreisen dienen und dadurch vermittelt ein unmittelbarer Kontakt mit Christus und letztlich mit Gott, in Analogie zur jüdischen Merkaba-Mystik.
Dementsprechend hoch schätzte Pico die Bedeutung der Magie ein. Er schrieb in Über die Würde des Menschen:

„Wie der Landmann die Ulmen mit den Reben des Weinstocks, so vermählt der Magier die Erde mit dem Himmel, das heißt das Untere mit den Gaben und Kräften der Oberwelt.“

In seinen 900 Thesen gibt es einen Abschnitt mit 26 Thesen zur Magie, in denen er deutlicher wird:
02 (773). Magia naturalis licita est et non prohibita […].

09 (780). Nulla est scientia quae nos magis certificet de diuinitate Christi quam magia et cabala.

15 (786). Nulla potest esse operatio magica alicuius efficaciae nisi annexum habeat opus cabalae, explicitum uel implicitum.

02. Natürliche Magie ist erlaubt und nicht verboten.

09. Es gibt keine Wissenschaft, die uns mehr der Göttlichkeit Christi versichert als Magie und Kabbala.

15. Es kann keine magische Operation von irgendeiner Wirksamkeit geben, es sei denn, sie ist mit der Arbeit der Kabbala verbunden, explizit oder implizit.
These 9 ist eine von jenen, die als häretisch verurteilt wurden. These 15 bezieht sich auf die praktische Kabbala, also die magische Arbeit mit kabbalistischen Buchstabenkombinationen und Figuren.
In der Zedlerschen Enzyklopädie heißt es:

„Seine Widersacher hätten gerne einen Zauberer aus ihm gemacht, weil sie nicht begreifen konnten, wie er bey so jungen Jahren eine so gar sonderbare Erkänntniß fast in allen Wissenschafften sich erwerben können. Das einige hat insonderheit den
neuen Gelehrten an ihm nicht gefallen wollen, daß er auf die Cabbala so sehr viel gehalten.“

Immerhin übten Picos kabbalistische Spekulationen einen weitreichenden Einfluss auf die Entwicklung der westlichen Esoterik aus. Auf seine Veranlassung hin übersetzte der jüdische Konvertit Flavius Mithridates Schriften des Abraham Abulafia ins Lateinische und von daher gingen die Namen von Engeln wie Metatron, Samael oder Asasel über in das christlich-abendländische Magievokubular und von hier ging die esoterische Richtung der christlichen Kabbala aus.
In zwei weiteren magischen Thesen postuliert Pico:
05 (775). Nulla est uirtus in caelo aut in terra seminaliter et separata quam at actuare et unire magus non possit

13 (784). Magicam operari non est aliud quam maritare mundum

05. Es gibt keine Kraft im Himmel oder auf Erden, keimhaft oder verschlossen, welche der Magier nicht aktivieren und vereinen kann.

13. Magie zu wirken ist nichts anderes als die Welt zu ehelich zu vereinen.
Hier sieht Pico den Magier als eine Art kosmischen Priester, dessen Aufgabe es ist, das Obere (den Himmel, die supralunare Welt der göttlichen Kräfte) mit dem Unteren (der irdischen Welt) zu vereinen.
In seiner Apologie verdeutlicht Pico sein Verständnis der Kabbala. Er sagt nämlich zunächst, dass es hauptsächlich zwei Formen der Kabbala gäbe, nämlich erstens den der Buchstabenkombinationen (den Pfad der Namen), wobei er bei dieser Ähnlichkeiten mit der Ars memoriae, der Gedächtniskunst des Ramon Llull feststellt. Die zweite Form ist die höhere Magia naturalis, die in die göttlichen Sphären zielt, also der Pfad der Sephiroth. Weiter stellt er fest, dass es, so wie es unter den christlichen Magiern verkommene Subjekte gibt, die sich mit Dämonen abgeben, so gäbe es auch unter den jüdischen Kabbalisten solche, die fälschlich behaupten, dass ihre Lehren auf Moses, Adam, Salomo oder Henoch zurückgehen und dass die Wunder Christi mit Hilfe von Kabbala bewirkt worden seien, was Pico in der 7. magischen These ausdrücklich verneint.
So wie auch Ficino misst Pico den Orphischen Hymnen, die er für uralt hält, hohe Bedeutung als magisches Mittel zu, weshalb seinen 26 Thesen zur Magie 31 Thesen zum magischen Gebrauch der Orphischen Hymnen folgen. Darunter:
2 (799). Nihil efficacius hymnis Orphei in naturali magia, si debita musica animi intentio, et caeterae circumstantiae quas norunt sapientes fuerint adhibitae.

3 (800). Nomina deorum quos Orpheus canit non decipientium demonum a quibus malum et non bonum prouenit. Sed naturalium uirtutum diuinarumque sunt nomina, a uero deo in utilitatem maxime hominis, si eis uti sciuerit, mundo distributarum.

2. Nichts ist wirksamer in der natürlichen Magie als die Hymnen des Orpheus, wenn die gebührende musikalische Aufmerksamkeit der Seele und die anderen Umstände, die dem Weisen bekannt sind, verwendet wurden.

3. Die Namen der Götter, die Orpheus besingt, sind nicht die täuschender Dämonen, von denen das Böse und nicht das Gute ausgeht, sondern es sind die Namen natürlicher und göttlicher Tugenden, die der wahre Gott in der Welt verteilt zum größten Nutzen des Menschen, wenn er sie zu gebrauchen versteht.

## Plinius-Handschrift
Pico besaß eine 1481 entstandene Abschrift der Historia naturalis des antiken Schriftstellers Plinius. Der namentlich nicht bekannte Maler der Illustrationen dieser Handschrift ist heute nach dem Besitzer als Meister des Plinius des Pico della Mirandola (italienisch Maestro del Plinio di Pico della Mirandola) benannt. Das aufwendige Werk zeigt das Interesse von Gelehrten wie Pico an antiken naturwissenschaftlichen Schriften.

## Nachwirken
In „Die Dämonen“, einem  Roman von Heimito von Doderer, wird auf ein Werk Mirandolas hingewiesen: Leonhard Kakabsa, die Romanfigur eines idealisierten, zu Höherem berufenen Arbeiters, liest für sich den Traktat „Über die Würde des Menschen“. Diese Literaturstelle wird unterschiedlich bewertet. Im letzten Kapitel der „Dämonen“ kommt Doderer auf Mirandola zurück und lässt berichten, es habe sich in Paris ein Consortium gebildet, das eine kritische Gesamtausgabe aller Schriften von Mirandola in die Wege leiten wolle.

## Bibliographie
Originaltitel
Die angegebenen Daten sind (ungefähre) Entstehungsdaten. Ein Großteil der Werke Picos wurde erst postum publiziert, zum Beispiel in der 1572 in Basel erschienenen Werkausgabe.
- Ad Hermolaum de genere dicendi philosophorum (1485)
- Commento sopra una canzone d'amore di Girolamo Benivieni (1486)
- Oratio de hominis dignitate (1486)
- 900 Tesis de omni re scibili / Conclusiones philosophicae, cabalisticae et theologicae nongentae in omni genere scientiarum (1486)
- Apologia (1487)
- Heptaplus: de septiformi sex dierum Geneseos enarratione (1489)
- Expositiones in Psalmos (1489)
- De ente et uno (1491)
- Disputationes adversus astrologiam divinatricem (1493)

Werk- und Sammelausgaben
- Iohannis Pici Mirandulae Concordiaeque Comes Opera omnia. Bologna 1496; Basel 1572. Nachdruck der Ausgabe Petrina, Basel 1557: 2 Bde. Olms, Heidelberg 1969.
- De hominis dignitate, Heptaplus, De ente et uno, e scritti vari. Herausgegeben von Eugenio Garin. Vallecchi, Firenze 1942.
- Ausgewählte Schriften. Herausgegeben von Arthur Liebert. Diederichs, Jena und Leipzig 1905 (enthält deutsche Übersetzungen folgender Werke: Briefe von und an Pico, Heptaplus, Über das Sein und die Einheit [Auszüge], Über die Würde des Menschen [auszugsweise], Apologia [Auszüge], Theologische Aphorismen, Gegen die Astrologie [Auszüge]).
- Carmina Latina. Herausgegeben von Wolfgang Speyer. Brill, Leiden 1964 (kritische Ausgabe von Picos lateinischen Gedichten).
- Lettere (= Studi Pichiani, Band 19). Herausgegeben von Francesco Borghesi. Olschki, Florenz 2018, ISBN 978-88-222-6574-6 (kritische Ausgabe).

Einzelwerke
Commento sopra una canzone d'amore:
- Kommentar zu einem Lied der Liebe. Herausgegeben von Thorsten Bürklin. Meiner, Hamburg 2001, ISBN 3-7873-1552-7 (italienischer Text und deutsche Übersetzung).

De hominis dignitate:
- Die Würde des Menschen. Nebst einigen Briefen und der Lebensbeschreibung Pico della Mirandolas. Übersetzt von Herbert Rüssel. Sabat, Kulmbach 2016, ISBN 978-3-943506-36-5.
- Oratio de hominis dignitate. Rede über die Würde des Menschen. Herausgegeben von Gerd von der Gönna. Reclam, Stuttgart 1997, ISBN 978-3-15-009658-1 (lateinischer Text und deutsche Übersetzung).
- De hominis dignitate. Über die Würde des Menschen. Herausgegeben von August Buck. Meiner, Hamburg 1990, ISBN 978-3-7873-0959-7 (lateinischer Text mit einer deutschen Übersetzung von Norbert Baumgarten).
- De dignitate hominis. Eingeleitet von Eugenio Garin. Bad Homburg / Berlin / Zürich 1968 (= Respublica Literaria. Band 1). Lateinisch und deutsch.

Conclusiones nongentae:
- Neunhundert Thesen. Herausgegeben und übersetzt von Nikolaus Egel. Meiner, Hamburg 2018, ISBN 978-3-7873-3183-3 (lateinischer Text und deutsche Übersetzung).
- Pic de la Mirandole, Les 900 conclusions. Herausgegeben von Delphine Viellard. Les Belles Lettres, Paris 2017, ISBN 978-2-251-44694-3 (kritische Edition mit französischer Übersetzung).
- S. A. Farmer: Syncretism in the West: Pico’s 900 Theses (1486). The Evolution of Traditional Religious and Philosophical Systems. Medieval & Renaissance Texts & Studies, Tempe 1998.
- Conclusiones nongentae. Le novecento Tesi dell'anno 1486. Herausgegeben von Albano Biondi. Olschki, Florenz 1995, ISBN 88-222-4305-6 (lateinischer Text und italienische Übersetzung).
- Conclusiones sive theses DCCCC, Romae anno 1486 pulice disputandae, sed non admissar. Hrsg. und kommentiert von Bodhan Kieszkowski, Genf 1973 (= Travaux d’Humanisme et Renaissance. Band 131).

Apologia:
- Apologia : l'autodifesa di Pico di fronte al tribunale dell'inquisizione. Hrsg. von Paolo Edoardo Fornaciari. Lateinisch und italienisch. Ed. del Galluzzo, Florenz 2010, ISBN 978-88-8450-383-1.

De ente et uno:
- Über das Seiende und das Eine. De ente et uno. Herausgegeben, übersetzt und kommentiert von Paul Richard Blum u. a. Meiner, Hamburg 2006, ISBN 978-3-7873-1760-8 (kritische Ausgabe des lateinischen Textes und deutsche Übersetzung).

Disputationes adversus astrologiam divinatricem:
- Disputationes adversus astrologiam divinatricem. Herausgegeben von Eugenio Garin. Vallecchi, Florenz 1946–1952.